# Altos Labs
Altos Labs — американская биотехнологическая исследовательская компания. Целью Altos Labs является разработка терапии продления жизни, которая может остановить или обратить вспять процесс старения человека. Для этого будут разработаны специализированные клеточные терапии на основе индуцированных плюрипотентных стволовых клеток. Компания была основана в 2021 году венчурным инвестором Юрием Мильнером. В дальнейшем Джефф Безос вложил в Altos Labs 3 млрд долларов.

## История
В октябре 2020 года группа учёных собралась на двухдневную научную конференцию в доме миллиардера и учредителя научной премии Breakthrough Prize Юрия Мильнера в Лос-Альтос-Хиллс (Калифорния). Выступающие исследователи затрагивали вопросы радикального омоложения животных. После встречи несколько исследователей долголетия получили трёхлетние гранты в размере 1 млн долларов от филантропического Milky Way Research Foundation, созданного Мильнером. Однако уже в 2021 году появилась идея создать нечто большее и учредить в США и Великобритании компанию Altos Labs, нацеленную на омоложение человеческого организма и борьбу с неизбежным старением.
Компании в США и Великобритании были зарегистрированы в апреле и июне 2021. Выстраиванием новой структуры в должности директора занялся Ричард Клаузнер, в прошлом 11-й директор Национального института онкологии и опытный предприниматель. Ранее он помогал создавать биотехнологические компании Juno Therapeutics и GRAIL. Уже на момент учреждения компания привлекла не менее 270 млн долларов инвестиций, в том числе от Джеффа Безоса, который ещё в 2018 году инвестировал в компанию Unity Biotechnology, исследующую клеточное старение.
Издание MIT Technology Review, впервые рассказавшее подробности о компании в сентябре 2021 года, сообщала о планах Altos Labs открыть исследовательские центры в Сан-Франциско и Сан-Диего, а также британском Кембридже и Японии. Среди первых крупных учёных, присоединившихся к проекту были Хуан Карлос Исписуа Бельмонте (известен работами по эпигенетическому перепрограммированию) и Стив Хорват (известен работами над эпигенетическими часами). Лауреат Нобелевской премии 2012 года по физиологии и медицине Синъя Яманака (впервые в мире получил индуцированные плюрипотентные стволовые клетки (iPS-клетки)) станет неоплачиваемым старшим научным сотрудником и возглавит научно-консультативный совет компании. В компанию были привлечены широко известные учёные Питер Уолтер и Вольф Рейк. По данным издания, звёздных учёных привлекают годовой зарплатой не менее 1 млн долларов и свободой исследования, так как компания может позволить себе инвестировать в «чистую науку».
В совет директоров Altos Labs вошли лауреаты Нобелевской премии по химии Дженнифер Даудна (2020, генная инженерия) и Фрэнсис Арнольд (2018, применение энзимов). Сопредседателями совета стали Ричард Клаузнер и Ханс Бишоп. Планируется, что в августе 2022 компанию возглавит Хэл Бэррон, до того занимавший пост главного научного сотрудника фармгиганта GlaxoSmithKline.
В январе 2022 стало известно, что в компанию 3 млрд долларов вложил предприниматель Джефф Безос. Комментируя привлечение инвестиций, директор компании Ричард Клаузнер отметил, что средства позволят создать из Altos Labs нечто сравнимое с Bell Labs, но в сфере биологии. По словам президента Ханса Бишопа, компания в первую очередь стремится увеличить продолжительность «здоровой жизни», а удлинение жизни — это будет лишь «случайное последствие».